# Scotopteryx solitaria
Scotopteryx solitaria là một loài bướm đêm trong họ Geometridae.